# Palavela
Het Palavela is een multifunctionele accommodatie in Turijn die gebruikt wordt voor congressen, handelsbeurzen, sportevenementen en vergaderingen. Het Palavela ligt in het zuiden van Turijn, aan een belangrijke uitvalsweg (Corso Unitá d'Italia) op de westoever van de rivier de Po.
De accommodatie werd gebouwd voor de Expo Italië 1961 die de 100-jarige verjaardag van de eenwording van Italië vierde. De expo werd gebouwd in Turijn omdat het in 1861 de hoofdstad van het Koninkrijk Italië werd. Bij opening werd het gebouw Palazzo delle Mostre genoemd. Dit werd later Palazzo a Vela, het varende paleis, omdat het dak leek op een opbollend zeil. Vela is Italiaans voor zeil.

## Olympische Spelen
Na een renovatie van het Palavela diende het als locatie voor het kunstschaatsen en shorttrack tijdens de Olympische Winterspelen 2006. Bij de renovatie werden de drie enorme glasgevels verwijderd. Het kenmerkende dak van voorgespannen beton, een constructief ontwerp van Franco Levi, bleef behouden. Het vormt van boven een zeshoek en is opgebouwd uit betonschalen die op drie steunpunten rusten. Het dak overkoepelt een cirkel van 130 meter doorsnede en maximaal 23 meter hoogte. De nieuwbouw is als het ware een doos die onder het oude dak is geschoven. Het Olympisch stadion bood plaats aan 6.908 toeschouwers op de tribunes aan de zuidzijde, en 1.336 atleten en de media aan de noordzijde, samen goed voor 8.244 zitplaatsen.

## Basketbalstadion
In 2016 werd FIAT de nieuwe hoofdsponsor van basketbalploeg Auxilium Pallacanestro Torino, die uitkwam in de Italiaanse Serie A en in 2018 Italiaans bekerwinnaar werd. De tot FIAT Torino omgedoopte club wilde graag spelen in een groter stadion dan PalaRuffini, dat 4500 zitplaatsen heeft. Palavela werd daarom aangepast tot basketbalstadion. De club verhuisde voor het begin van het seizoen 2018/2019, had een contract om vijf jaar in het stadion te spelen, maar werd in juni 2019 failliet verklaard en opgeheven. De geldproblemen kwamen aan het licht bij een poging om de club te verkopen aan Leonis. Acht personen werden in 2020 aangehouden op verdenking van verduistering van € 537.000, belastingontduiking ter waarde van € 1,451 miljoen en banden met de maffia.

## Evenementen
- 2005 Europese Kampioenschappen kunstschaatsen
- 2006 Olympische Winterspelen: kunstschaatsen en shorttrack
- 2008 Basketbal ULEB Cup Final Eight
- 2009 Basketbal Eurocup finales met de laatste acht ploegen[2]
- 2010 Wereldkampioenschappen kunstschaatsen
- 2013 Davis Cup 2013 wedstrijd in de achtste finale:  Italië -  Kroatië
- 2015 Europees kampioenschap volleybal mannen (groepsfase B)
- 2017 Europese kampioenschappen shorttrack
- 2021 ISU Grand Prix kunstschaatsen, wedstrijd 3/6[3]

## Foto's

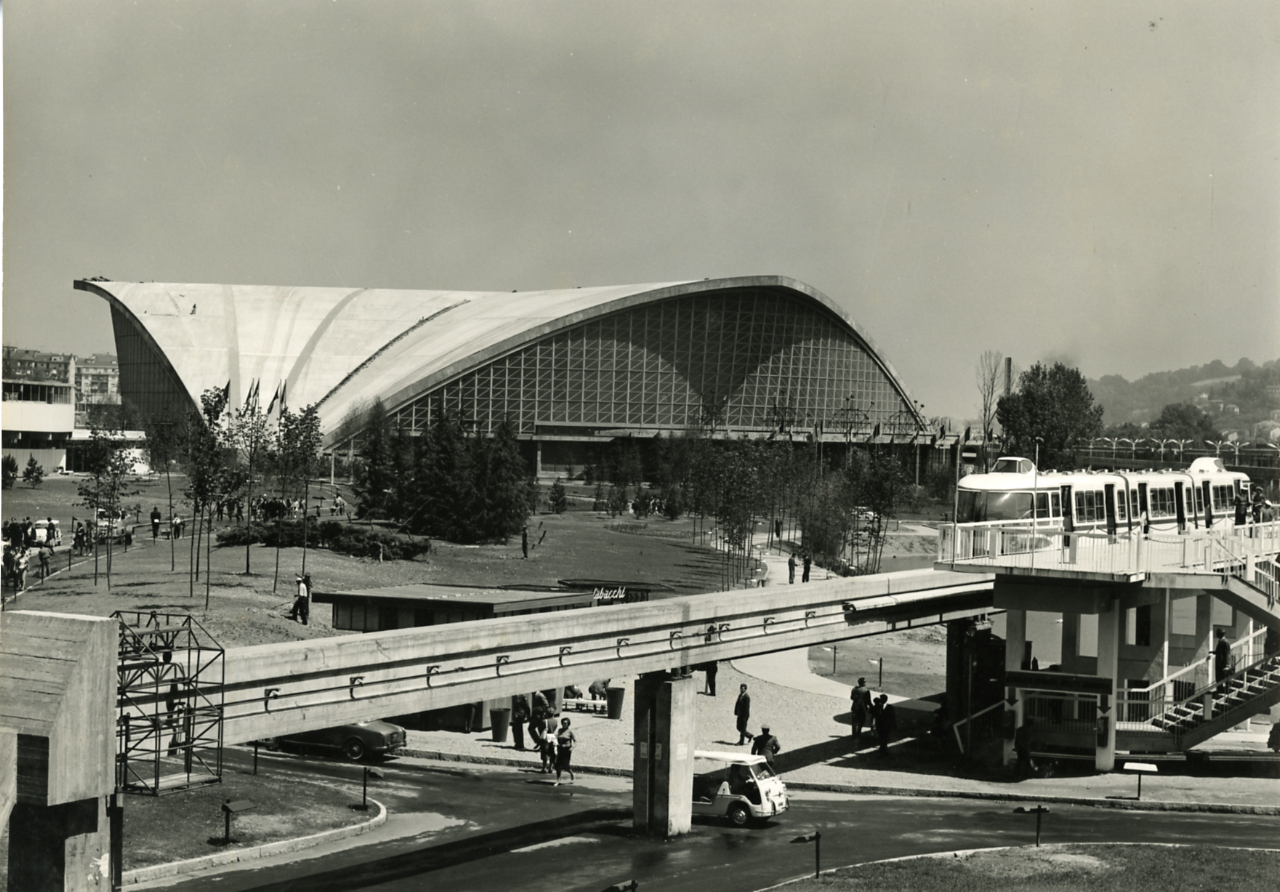
Palazzo delle Mostre met glasgevels in 1961
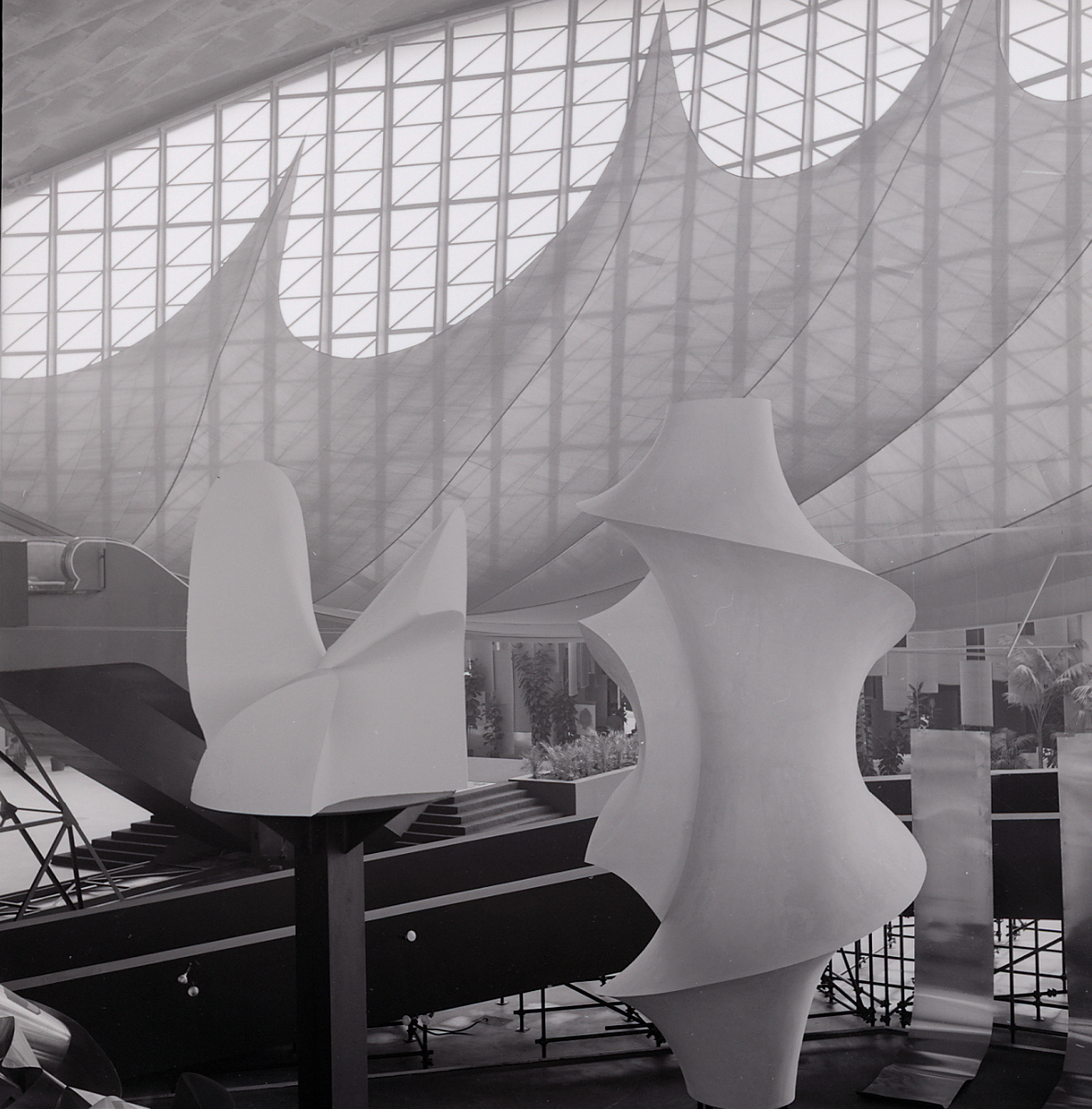
Binnenkant in 1961
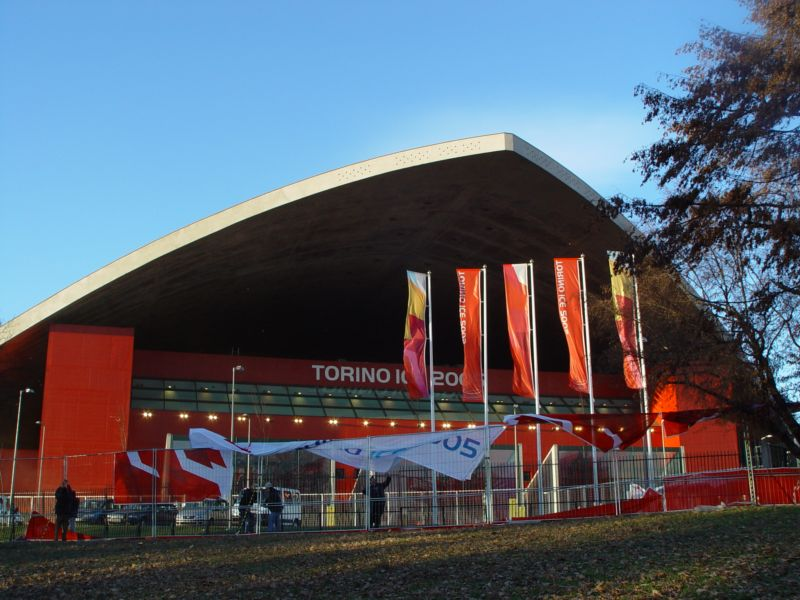
Torino Convention 2008
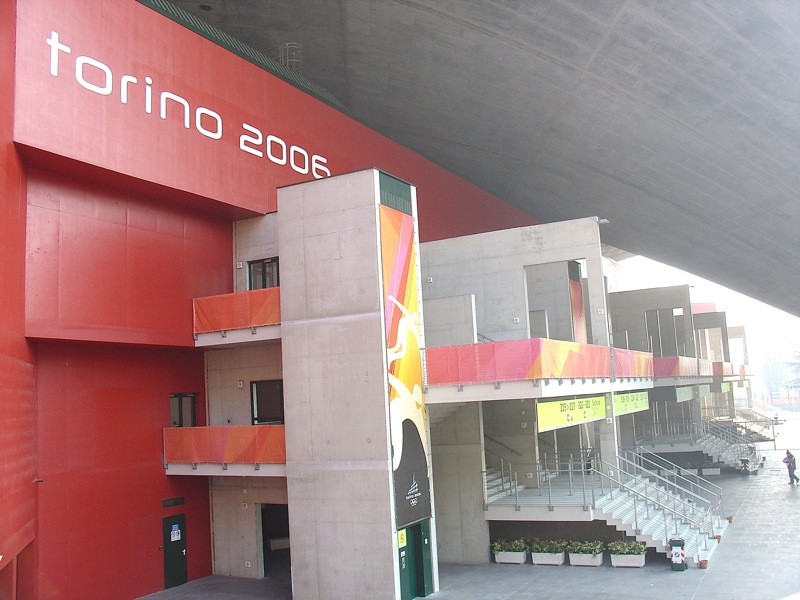
Nieuwbouw onder het opbollend dak 2006
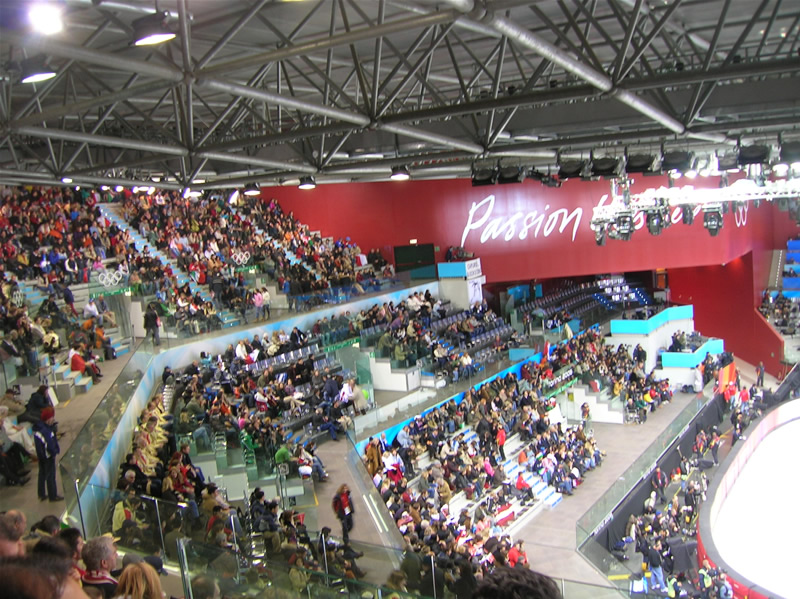
Tribunes tijdens de Winterspelen 2006
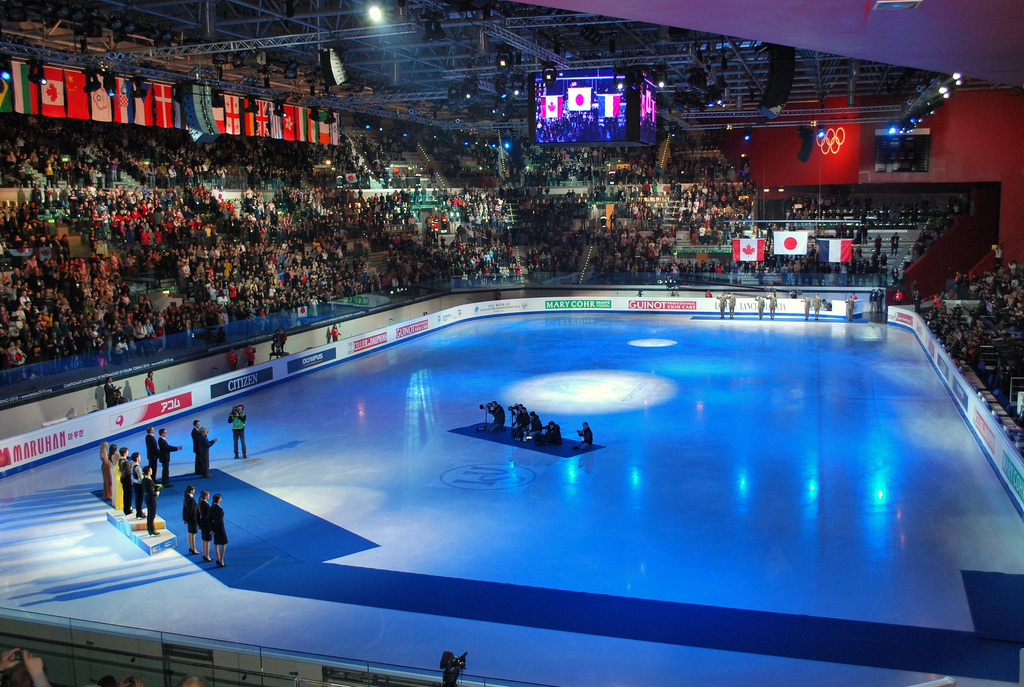
Huldiging WK kunstschaatsen 2010

- Gemeinsame Normdatei: 16313024-3
- Virtual International Authority File: 173244780